# 中国马先蒿中国变型
中国马先蒿中国变型（学名：Pedicularis chinensis f. chinensis）为玄参科马先蒿属中国马先蒿下的一个变型。

## 扩展阅读
- 維基物種上的相關：中国马先蒿中国变型